# (3083) OAFA
(3083) OAFA (1974 MH) – planetoida z pasa głównego asteroid okrążająca Słońce w ciągu 3,46 lat w średniej odległości 2,28 j.a. Odkryta 17 czerwca 1974 roku.